# World Team Cup 2010
La World Team Cup 2010 est la 33e édition de l'épreuve. Huit pays participent à la phase finale. Le tournoi, qui commence le 16 mai 2010 au Rochusclub, se déroule à Düsseldorf, en Allemagne .

## Faits marquants
- La Serbie et l'Allemagne, respecivement vainqueur et finaliste de l'édition 2009, ne parviennent pas à sortir des poules.
- L'Argentine remporte l'épreuve pour la quatrième fois.

## Matchs de poule
L'équipe en tête de chaque poule se voit qualifiée pour la finale.

### Groupe Bleu
| Argentine - Horacio Zeballos - Juan Mónaco - Eduardo Schwank - Diego Veronelli | France - Jérémy Chardy - Nicolas Mahut - Paul-Henri Mathieu | Allemagne - Philipp Kohlschreiber - Andreas Beck - Florian Mayer - Christopher Kas | Serbie - Viktor Troicki - Nenad Zimonjić - Filip Krajinović - Dušan Lajović |

#### Classements
| # | Equipe victorieuse | Adversaire | Score |
| 1 | France             | Allemagne  | 2 - 1 |
| 2 | Argentine          | Serbie     | 2 - 1 |
| 3 | France             | Serbie     | 2 - 1 |
| 4 | Argentine          | Allemagne  | 2 - 1 |
| 5 | Argentine          | France     | 2 - 1 |
| 6 | Allemagne          | Serbie     | 2 - 1 |

| #   | Pays      | Points | Matchs | Sets    |
| --- | --------- | ------ | ------ | ------- |
| 1re | Argentine | 3 - 0  | 6 - 3  | 13 - 10 |
| 2e  | France    | 2 - 1  | 5 - 4  | 13 - 9  |
| 3e  | Allemagne | 1 - 2  | 4 - 5  | 10 - 11 |
| 4e  | Serbie    | 0 - 3  | 3 - 6  | 7 - 13  |

#### Matchs détaillés
|  | Équipe 1 | Score | Équipe 2  |  |
|  | France   | 2 – 1 | Allemagne |  |

| Ordre des matchs | Joueurs               | Points au premier set | Points au second set | Points au troisième set |
| ---------------- | --------------------- | --------------------- | -------------------- | ----------------------- |
| 1                | Paul-Henri Mathieu    | 61                    | 7                    | 4                       |
| 1                | Andreas Beck          | 7                     | 64                   | 6                       |
|                  |                       |                       |                      |                         |
| 2                | Jérémy Chardy         | 6                     | 6                    |                         |
| 2                | Philipp Kohlschreiber | 2                     | 4                    |                         |
|                  |                       |                       |                      |                         |
| 3                | Chardy - Mahut        | 6                     | 3                    | 10                      |
| 3                | Kas - Kohlschreiber   | 3                     | 6                    | 5                       |

|  | Équipe 1  | Score | Équipe 2 |  |
|  | Argentine | 2 – 1 | Serbie   |  |

| Ordre des matchs | Joueurs            | Points au premier set | Points au second set | Points au troisième set |
| ---------------- | ------------------ | --------------------- | -------------------- | ----------------------- |
| 1                | Juan Mónaco        | 1                     | 6                    | 7                       |
| 1                | Viktor Troicki     | 6                     | 3                    | 63                      |
|                  |                    |                       |                      |                         |
| 2                | Horacio Zeballos   | 6                     | 6                    |                         |
| 2                | Filip Krajinović   | 1                     | 4                    |                         |
|                  |                    |                       |                      |                         |
| 3 (sans enjeu)   | Schwank - Zeballos | 1                     | 6                    | 6                       |
| 3 (sans enjeu)   | Troicki - Zimonjić | 6                     | 3                    | 10                      |

|  | Équipe 1 | Score | Équipe 2 |  |
|  | France   | 2 – 1 | Serbie   |  |

| Ordre des matchs | Joueurs            | Points au premier set | Points au second set | Points au troisième set |
| ---------------- | ------------------ | --------------------- | -------------------- | ----------------------- |
| 1                | Paul-Henri Mathieu | 6                     | 6                    |                         |
| 1                | Dušan Lajović      | 2                     | 3                    |                         |
|                  |                    |                       |                      |                         |
| 2                | Jérémy Chardy      | 4                     | 2                    |                         |
| 2                | Viktor Troicki     | 6                     | 6                    |                         |
|                  |                    |                       |                      |                         |
| 3                | Chardy - Mahut     | 7                     | 6                    |                         |
| 3                | Troicki - Zimonjić | 64                    | 2                    |                         |

|  | Équipe 1  | Score | Équipe 2  |  |
|  | Argentine | 2 – 1 | Allemagne |  |

| Ordre des matchs | Joueurs               | Points au premier set | Points au second set | Points au troisième set |
| ---------------- | --------------------- | --------------------- | -------------------- | ----------------------- |
| 1                | Eduardo Schwank       | 7                     | 2                    | 6                       |
| 1                | Andreas Beck          | 63                    | 6                    | 3                       |
|                  |                       |                       |                      |                         |
| 2                | Horacio Zeballos      | 3                     | 4                    |                         |
| 2                | Philipp Kohlschreiber | 6                     | 6                    |                         |
|                  |                       |                       |                      |                         |
| 3                | Mónaco - Zeballos     | 6                     | 6                    |                         |
| 3                | Kas - Kohlschreiber   | 2                     | 3                    |                         |

|  | Équipe 1  | Score | Équipe 2 |  |
|  | Argentine | 2 – 1 | France   |  |

| Ordre des matchs | Joueurs            | Points au premier set | Points au second set | Points au troisième set |
| ---------------- | ------------------ | --------------------- | -------------------- | ----------------------- |
| 1                | Juan Mónaco        | 3                     | 4                    |                         |
| 1                | Jérémy Chardy      | 6                     | 6                    |                         |
|                  |                    |                       |                      |                         |
| 2                | Eduardo Schwank    | 3                     | 6                    | 6                       |
| 2                | Paul-Henri Mathieu | 6                     | 3                    | 2                       |
|                  |                    |                       |                      |                         |
| 3                | Mónaco - Zeballos  | 7                     | 3                    | 10                      |
| 3                | Chardy - Mahut     | 5                     | 6                    | 8                       |

|  | Équipe 1  | Score | Équipe 2 |  |
|  | Allemagne | 2 – 1 | Serbie   |  |

| Ordre des matchs | Joueurs               | Points au premier set | Points au second set | Points au troisième set |
| ---------------- | --------------------- | --------------------- | -------------------- | ----------------------- |
| 1                | Andreas Beck          | 7                     | 6                    |                         |
| 1                | Filip Krajinović      | 5                     | 4                    |                         |
|                  |                       |                       |                      |                         |
| 2                | Philipp Kohlschreiber | 7                     | 6                    |                         |
| 2                | Viktor Troicki        | 61                    | 4                    |                         |
|                  |                       |                       |                      |                         |
| 3 (sans enjeu)   | Beck - Mayer          | 3                     | 64                   |                         |
| 3 (sans enjeu)   | Krajinović - Zimonjić | 6                     | 7                    |                         |

### Groupe Rouge
| Espagne - Daniel Gimeno-Traver - Marc López - Nicolás Almagro | Tchéquie - Tomáš Berdych - Jan Hájek - Lukáš Dlouhý | États-Unis - Mike Bryan - Sam Querrey - Bob Bryan - John Isner - Robby Ginepri | Australie - Paul Hanley - Lleyton Hewitt - Peter Luczak - Carsten Ball |

#### Classements
| # | Equipe victorieuse | Adversaire | Score |
| 1 | États-Unis         | Tchéquie   | 2 - 1 |
| 2 | Espagne            | Australie  | 2 - 1 |
| 3 | Tchéquie           | Australie  | 2 - 1 |
| 4 | États-Unis         | Espagne    | 2 - 1 |
| 5 | Tchéquie           | Espagne    | 2 - 1 |
| 6 | États-Unis         | Australie  | 2 - 1 |

| #   | Pays       | Points | Matchs | Sets    |
| --- | ---------- | ------ | ------ | ------- |
| 1re | États-Unis | 3 - 0  | 6 - 3  | 14 - 8  |
| 2e  | Tchéquie   | 2 - 1  | 5 - 4  | 12 - 10 |
| 3e  | Espagne    | 1 - 2  | 4 - 5  | 10 - 12 |
| 4e  | Australie  | 0 - 3  | 3 - 6  | 8 - 14  |

#### Matchs détaillés
|  | Équipe 1   | Score | Équipe 2           |  |
|  | États-Unis | 2 – 1 | République tchèque |  |

| Ordre des matchs | Joueurs          | Points au premier set | Points au second set | Points au troisième set |
| ---------------- | ---------------- | --------------------- | -------------------- | ----------------------- |
| 1                | John Isner       | 6                     | 1                    | 64                      |
| 1                | Tomáš Berdych    | 1                     | 6                    | 7                       |
|                  |                  |                       |                      |                         |
| 2                | Sam Querrey      | 6                     | 7                    |                         |
| 2                | Jan Hájek        | 3                     | 5                    |                         |
|                  |                  |                       |                      |                         |
| 3                | Bryan - Bryan    | 7                     | 7                    |                         |
| 3                | Berdych - Dlouhý | 5                     | 5                    |                         |

|  | Équipe 1 | Score | Équipe 2  |  |
|  | Espagne  | 2 – 1 | Australie |  |

| Ordre des matchs | Joueurs               | Points au premier set | Points au second set | Points au troisième set |
| ---------------- | --------------------- | --------------------- | -------------------- | ----------------------- |
| 1                | Nicolás Almagro       | 6                     | 6                    |                         |
| 1                | Lleyton Hewitt        | 1                     | 3                    |                         |
|                  |                       |                       |                      |                         |
| 2                | Daniel Gimeno-Traver  | 6                     | 6                    |                         |
| 2                | Peter Luczak          | 3                     | 2                    |                         |
|                  |                       |                       |                      |                         |
| 3 (sans enjeu)   | López - Gimeno-Traver | 6                     | 2                    | 7                       |
| 3 (sans enjeu)   | Hanley - Ball         | 3                     | 6                    | 10                      |

|  | Équipe 1           | Score | Équipe 2  |  |
|  | République tchèque | 2 – 1 | Australie |  |

| Ordre des matchs | Joueurs          | Points au premier set | Points au second set | Points au troisième set |
| ---------------- | ---------------- | --------------------- | -------------------- | ----------------------- |
| 1                | Tomáš Berdych    | 6                     | 7                    |                         |
| 1                | Carsten Ball     | 3                     | 64                   |                         |
|                  |                  |                       |                      |                         |
| 2                | Jan Hájek        | 6                     | 6                    |                         |
| 2                | Peter Luczak     | 1                     | 2                    |                         |
|                  |                  |                       |                      |                         |
| 3 (sans enjeu)   | Berdych - Dlouhý | 3                     | 7                    | 6                       |
| 3 (sans enjeu)   | Hanley - Ball    | 6                     | 5                    | 10                      |

|  | Équipe 1   | Score | Équipe 2 |  |
|  | États-Unis | 2 – 1 | Espagne  |  |

| Ordre des matchs | Joueurs               | Points au premier set | Points au second set | Points au troisième set |
| ---------------- | --------------------- | --------------------- | -------------------- | ----------------------- |
| 1                | Robby Ginepri         | 3                     | 7                    | 64                      |
| 1                | Nicolás Almagro       | 6                     | 5                    | 7                       |
|                  |                       |                       |                      |                         |
| 2                | Sam Querrey           | 6                     | 6                    |                         |
| 2                | Daniel Gimeno-Traver  | 3                     | 4                    |                         |
|                  |                       |                       |                      |                         |
| 3                | Bryan - Bryan         | 6                     | 7                    |                         |
| 3                | López - Gimeno-Traver | 3                     | 5                    |                         |

|  | Équipe 1           | Score | Équipe 2 |  |
|  | République tchèque | 2 – 1 | Espagne  |  |

| Ordre des matchs | Joueurs               | Points au premier set | Points au second set | Points au troisième set |
| ---------------- | --------------------- | --------------------- | -------------------- | ----------------------- |
| 1                | Tomáš Berdych         | 64                    | 6                    | 6                       |
| 1                | Nicolás Almagro       | 7                     | 4                    | 3                       |
|                  |                       |                       |                      |                         |
| 2                | Jan Hájek             | 6                     | 6                    |                         |
| 2                | Daniel Gimeno-Traver  | 2                     | 2                    |                         |
|                  |                       |                       |                      |                         |
| 3 (sans enjeu)   | Berdych - Dlouhý      | 64                    | 6                    | 6                       |
| 3 (sans enjeu)   | López - Gimeno-Traver | 7                     | 0                    | 10                      |

|  | Équipe 1   | Score | Équipe 2  |  |
|  | États-Unis | 2 – 1 | Australie |  |

| Ordre des matchs | Joueurs         | Points au premier set | Points au second set | Points au troisième set |
| ---------------- | --------------- | --------------------- | -------------------- | ----------------------- |
| 1                | John Isner      | 2                     | 4                    |                         |
| 1                | Lleyton Hewitt  | 6                     | 6                    |                         |
|                  |                 |                       |                      |                         |
| 2                | Sam Querrey     | 64                    | 7                    | 6                       |
| 2                | Peter Luczak    | 7                     | 63                   | 3                       |
|                  |                 |                       |                      |                         |
| 3                | Isner - Querrey | 5                     | 6                    | 10                      |
| 3                | Ball - Hanley   | 7                     | 4                    | 8                       |

## Finale
La finale de la World Team Cup 2010 se joue entre l'Argentine et les États-Unis.
|  | Équipe 1  | Score | Équipe 2   |  |
|  | Argentine | 2 – 1 | États-Unis |  |